# Kapitalismekritik
Kapitalismekritik spænder fra at udtrykke uenighed med principperne for kapitalismen i sin helhed, til at udtrykke uenighed med bestemte resultater af kapitalismen. Blandt dem, der ønsker at erstatte kapitalismen med en anden metode til produktion og social organisering, kan der skelnes mellem dem, der mener, at kapitalismen kan kun overvindes gennem revolution (f.eks. revolutionær socialisme), og dem der mener, at strukturelle ændringer kan komme langsomt gennem politiske reformer (f.eks. demokratisk socialisme). Den revolutionære kritik kan blandt andre føres tilbage til Karl Marx og de tidlige anarkister. Den kritik, som fastholder, at der er fortjenester i kapitalismen, men som ønsker at afbalancere den med en form økonomisk og social kontrol, typisk gennem statslig regulering (f.eks. bevægelser for social markedsøkonomi), kan blandt andre føres tilbage til John Maynard Keynes' anbefalinger om en aktiv statslig investeringspolitik som middel til at overvinde økonomiske kriser (stagnation). Thomas Piketty er blandt de senmoderne økonomer, som fremhæver, at den globale kapitalisme siden den kolde krigs afslutning har skabt større ulighed i indkomst, både nationalt og internationalt.

## Demokrati og friheder
Økonomen Branko Horvat udtalte: ".. ... Det er nu velkendt, at den kapitalistiske udvikling fører til koncentration af kapital, beskæftigelse og magt. Det er noget mindre kendt, at det fører til den næsten fuldstændige ødelæggelse af økonomisk frihed".
Aktivister hævder, at kapitalismen fører til et betydeligt tab af politisk, demokratisk og økonomisk magt for langt størstedelen af den globale befolkning, fordi de tror, at kapitalismen skaber meget store koncentrationer af penge og ejendom i hænderne på et relativt lille mindretal af den globale befolkning (Eliten eller Magteliten), hvilket, siger de, skaber meget store, og stigende, rigdomme og indkomst-uligheder mellem eliten og flertallet af befolkningen. Korporativ kapitalisme (engelsk: Corporate capitalism) og stadig udhulning af demokratiet (engelsk: inverted totalitarianism) er udtryk brugt af de førnævnte aktivister og kritikere af kapitalismen til at beskrive en kapitalistisk markedsplads - og samfundet - karakteriseret ved dominans af hierarkiske, bureaukratiske, store selskaber, som er retligt forpligtet til at forfølge profit uden bekymring for den sociale velfærd. Korporativ kapitalisme er blevet kritiseret for mængden af magt og indflydelse selskaber, store virksomheder og interessegrupper har over regeringens politik, herunder politiske reguleringsorganer, og ved at påvirke politiske kampagner. Mange samfundsforskere har kritiseret virksomheder for ikke at handle til gavn for folket; de hævder, at eksistensen af store selskaber synes at omgå de demokratiske principper, som forudsætter lige magtforhold mellem alle individer i et samfund. Som en del af den politiske venstrefløj støtter aktivisterne mod virksomhedernes magt og indflydelse en begrænsning af indkomstforskelle og forbedret økonomisk ligestilling.
Fremkomsten af gigantiske multinationale selskaber har været et emne til bekymring blandt de førnævnte lærde, intellektuelle og aktivister, der ser store firmaer føre til dyb, uoprettelig nedbrydning af sådanne grundlæggende menneskelige rettigheder som retfærdig fordeling af rigdomme, retfærdig indkomstfordeling, retfærdig demokratisk politisk magt og mange andre menneskerettigheder. De har påpeget, at efter deres opfattelse skaber store selskaber falske behov hos forbrugerne, og de hævder, at selskaberne har haft en lang tradition for indblanding i, og, gennem omfattende lobbyvirksomhed, forvridning af de suveræne staters politik, og andre ind imellem lovlige, kraftfulde former for politisk pres. Dokumentation for denne opfattelse omfatter invasive reklamer (såsom billboards, tv-annoncer, adware, spam, telemarketing, børnereklamer, guerilla marketing), massive åbne eller hemmelige virksomhedskampagnebidrag til politiske partier i såkaldt "demokratiske" valg, "corporatocracy", svingdøre mellem regeringerne og virksomhederne, "too big to fail" (også kendt som for stor til jail), massive skattebetalte redningspakker til virksomhederne, darwinistisk kapitalisme, og uendelige globale historier om virksomhedernes korruption (Martha Stewart, Enron, Nordeas skattefusk og mange andre eksempler). Anti-corporate-aktivisterne påpeger, at store virksomheder kun står til ansvar overfor storaktionærer, der ikke overvejer menneskerettighedsspørgsmål, social retfærdighed, retslige anliggender, sociale og miljømæssige spørgsmål samt andre spørgsmål af stor betydning for de nederste 99% af den globale befolkning.
Den amerikanske professor, Ph.d. i filosofi David Schweickart skrev, at i kapitalistiske samfund
| Citat | anses almindelige mennesker kompetente nok til at vælge deres politiske ledere, men ikke deres chefer. Moderne kapitalisme fejrer demokratiet, men nægter os vores demokratiske rettigheder på netop det punkt, hvor de kan udnyttes mest øjeblikkeligt og konkret: på det sted, hvor vi tilbringer det meste af de aktive og vågne timer af vores voksne liv. | Citat |
|       | |       |

Thomas Jefferson, en af grundlæggerne af USA, sagde "Jeg håber, at vi vil knuse ... aristokratiet af vores pengestærke selskaber i sin fødsel, de vover allerede at udfordre vores regering til en styrkeprøve og trodse vores lands love" Franklin D. Roosevelt advarede den 29. april 1938 i et budskab til Kongressen, at væksten i den private magt kan føre til fascisme:
| Citat | Friheden i et demokrati er ikke sikker, hvis vi tolererer væksten i den private magt til et punkt, hvor den bliver stærkere end vores egen demokratiske stat. Det er i sin essens fascisme, hvis en enkelt person, en gruppe, eller af en anden privat magt har ejerskab af regeringen [...] Statistik fra Internal Revenue Service afslørede følgende fantastiske tal for 1935: "Ejerskab af virksomhedernes aktiver: ud fra alle selskabers rapportering fra alle dele af nationen ejede en promille af selskaberne 52 procent af alle aktiver." | Citat |
|       | |       |

USA's præsident Dwight D. Eisenhower kritiserede begrebet sammensmeltningen af virksomhedernes magt og de facto fascisme, og i sin aftrædelsestale til nationen i 1961, påviste han: "samlingen af et enormt militærtetablissement og en stor våbenindustri" i USA og understregede "behovet for at opretholde balancen i og mellem de nationale programmer. Balancen mellem den private og den offentlige økonomi, balancen mellem omkostninger og håbets fordele"